# 東北大学教員過労自殺事件
東北大学教員過労自殺事件（とうほくだいがくきょういんかろうじさつじけん）は、日本で起きた過労自殺事件。

## 概要
2012年1月31日に、当時に東北大学工学部の准教授であった人物が過労自殺をした。
過労自殺することになる准教授は10年任期の准教授で、任期を終えるまで4年を残していた。准教授に昇進する際に他の教授とのトラブルがあり、イレギュラーな形で准教授だけの研究室を独立して構えていた。だが予算やスペースは准教授としての配分であったため、研究室運営のために当初から資金繰りの問題を抱えていた。研究室の存続と教授昇進のための勝負をかけたところで東日本大震災が発生する。
2011年度には前年度の13倍の研究費を獲得し、2012年度には海外企業との共同研究の話も進められており、更なる業務の増加が見込まれていた。教員1人で8人の学生を指導しており、平均以上であった。研究室には優秀な学生が集まっていたものの、東日本大震災の影響で優秀な学生は他の研究室に流れ、問題のある学生が多くなり、その指導にも悩んでいた。
東日本大震災が発生して研究室は全壊した。2012年1月半ばに研究室再開のめどが立ち、嫁と子供をつれて研究室に行く。子供は将来は科学者になりたいと言っていた。それから研究室では5か年計画のプロジェクトも抱えていたのに、大学側から一方的に2年以内の研究室の閉鎖を告げられる。それから心のバランスを崩して半月後に自殺する。子供はそれから科学者になりたいと言わなくなった。それから妻は労災を申請し、2012年10月に過重労働の恣意的強制があったことが認められた。
この事件が起きたことからも、東北大学はブラック企業大賞2013で特別賞に選ばれる。このことについて東北大学新聞は副学長にインタビューをして、このインタビューの内容が東北大学新聞Web版に掲載された。記事では副学長はこの受賞は極めて不本意と話され、今後はこのようなことを受容しない姿勢を示し、責任を持って皆の力になると話した。
2014年には仙台市で過労自殺した人の写真や遺書を展示するパネル展が開かれる。そこではこの准教授の妻であった人は、亡くなった夫の写真を展示した。